# Мюлау
Мюлау (нем. Mühlau AG) — коммуна в Швейцарии, в кантоне Аргау.
Входит в состав округа Мури.  Население составляет 997 человек (на 31 декабря 2007 года). Официальный код  —  4235.